# Корвак
Корвак (англ. Korvac) — суперзлодей Marvel Comics, который впервые появился в выпуске Giant-Size Defenders #3 (январь 1975) и был создан Стивом Гербером и Джимом Старлином.
Персонаж считается одним из самых могущественных во вселенной Marvel. Некоторые журналисты называют его самым грозным противником Мстителей, хотя и не слишком популярным.